# Kamillo Horn
Kamillo (Camillo) Andreas Horn (29. prosince 1860, Liberec – 3. září 1941, Vídeň) byl německý skladatel, harfenista, sbormistr, básník, hudební pedagog a kritik.

## Život
Narodil se 29. prosince 1860 v Liberci, či spíše v německém Reichenbergu. Učil se hrát na klavír u učitele J. Leukerta. Po dokončení reálky začal navštěvovat obchodní školu, ale již v roce 1876 byl přijat na pražskou konzervatoř, kde studoval hru na harfu u profesora Václava Staňka. Učiteli hudební teorie a kompozice byli skladatelé Josef Krejčí a Josef Förster.
Po absolvování konzervatoře odešel do Vídně. V letech 1880–83 byl harfenistou ve vojenské kapele 34. pěšího pluku ve Vídni, kterou řídil Karel Šebor. Po roce 1883 pokračoval na vídeňské konzervatoři. Vedle toho studoval soukromě skladbu u Antona Brucknera.
Poté, co složil státní zkoušky z učitelství zpěvu vyučoval na piaristickém gymnáziu ve vídeňské čtvrti Josefstadt, poté na Nové vídeňské konzervatoři. Od roku1918 byl profesorem hudební teorie na Akademii hudebních a dramatických umění. Na této škole působil až do roku 1931. Vedle toho byl třicet let hudebním kritikem listu Deutsches Volksblatt a sbormistrem hudebního spolku Haydn.

## Vyznamenání
- Goethova medaile za umění a vědu
- Vyznamenání města Vídně (Ehrenring der Stadt Wien).
- Na rodném domě v Liberci byla Hornovi 23. 11. 1930 odhalena pamětní deska a k jeho poctě byl vydán pamětní spis.

## Dílo
Jako skladatel je Horn stylově řazen mezi pozdní romantiky. Komponoval hudbu orchestrální i komorní, ale nejdůležitější částí jeho díla je tvorba sborová a písňová. Zkomponoval více než 100 písní a sborů. Byl horlivý německý vlastenec a toto jeho zaměření se promítlo nejen do jeho tvorby, ale stalo se i součástí politického života zejména v jazykově smíšených částech Rakouska a Čech. Sbor Der Gotenzug (na text Felixe Dahna) se dokonce stal hymnou jazykově německých spolků při oslavách schubertovského výročí ve Vídni v roce 1928. Již za jeho života vznikly tři hornovské spolky, kterým se říkalo Kamillo-Horn-Bund. Působily ve Vídni (1905), ve Štýrském Hradci a v České Lípě (1927). Ty již měly čistě politický význam. Do Hornova svazu vstupovali nejen jednotlivci, ale i školy, úřady, banky a města, a to nejen v Čechách a na Moravě, ale i v Německu a Rakousku.

### Orchestrální skladby
- Symfonie f-moll, op. 40 (1905 Vídeň)
- Scherzo (1915 Vídeň)
- Symfonie d-moll, op. 78 (1930 Vídeň)

### Komorní skladby
- Smyčcový kvartet
- Fantasie pro housle a klavír, op. 42
- Kvintet pro troje housle, violu a violoncello, op. 50
- Sonáta pro harfu a klavír, op. 58
- Sonáta c moll pro lesní roh a klavír, op. 58
- Triofantasie pro housle, violoncello a klavír, op. 73
- Sextet pro troje housle, violu a dvě violoncella, op. 75

### Klavírní skladby
- Zwei Klavierstücke, op. 3 (Im Freien. Frage)
- Sonáta f-moll, op. 15
- Zwei Konzertetüden, op. 25 (es-moll, G-dur – úpravě R. Mooshammera pro harfu v Ges-dur)
- Zwei Stücke für die linke Hand allein, op. 33 ( Albumblatt. Fantasie)
- Bilder der Nacht, op. 37 (Auf irrem Pfad. In der Herberge. An der Wiege. Im Fieberwahn. Auf der Runde. Beim Tanz. Im Traume)
- Sonáta e-moll

### Melodramy
- Liebe im Schnee (Robert Hamerling)
- Drei Gedichte mir begleitender Musik, op. 38
  - Der Fischer (Johann Wolfgang Goethe)
  - Das Kind am Brunnen (Christian Friedrich Hebbel)
  - Die Zwerge auf dem Baum (August Kopisch)
- Graf Walter, op. 39 (Felix Dahn)
- Zwei Melodramen, op. 60
  - Das Ständchen (Ludwig Uhland)
  - Elfenritt
- Alte Geschichte (Karl Bienenstein) s průvodem harfy a zpěvem za scénou (nejisté).

Dále zkomponoval více než 100 písní a sborů.

### Literární dílo
- Erinnerungen an meine Lehrzeit bei Meister Bruckner (Festschrift zu den Sudetendeutschen Bruckner-Festtagen Aussig – Leitmeritz, Deutsche Bruckner-Gemeinde in Leitmeritz 1936, s. 23-35);
- Harfners Sang, Wilhelm Braumüller, Wien – Leipzig 1924.
- časopisecké články ze soudobého hudebního života